# Прва изложба УЛУС-а
Прва изложба УЛУС-а је трајала у периоду од 24. јуна до 24. јула 1945. године. Одржана је у галеријском простору Удружења ликовних уметника Србије односно у Уметничком павиљону "Цвијета Зузорић", у Београду.

## Оцењивачки одбор
Оцењивачки одбор чинили су:
1. Боривоје Стевановић
2. Иван Табаковић
3. Мило Милуновић
4. Ђорђе Андрејевић-Кун
5. Ристо Стијовић
6. Вера Чохаџић-Радовановић
7. Петар Лубарда

## Каталог
Изложбени плакат и насловну страну каталога је израдио Мило Милуновић. Он је био српски сликар, ликовни критичар, као и један од оснивача и првих наставника Академије ликовних уметности у Београду.

## Излагачи
Уметници чији су радови представљени на овој изложби су:
 
1. Анте Абрамовић
2. Даница Антић
3. Стојан Аралица
4. Аделина Бакотић-Влајнић
5. Боса Беложански
6. Милан Бесарабић
7. Јован Бијелић
8. Стеван Боднаров
9. Марко Брежанин
10. Павле Васић
11. Ананије Вербицки
12. Борис В. Вериго
13. Дарослава Вијоровић
14. Душан Влајић
15. Живојин Влајнић
16. Бета Вукановић
17. Буба Вукићевић
18. Милош Вушковић
19. Слободан Гавриловић
20. Недељко Гвозденовић
21. Драгомир Глишић
22. Милош Голубовић
23. Никола Граовац
24. Винко Грдан
25. Боривој Грујић
26. Александар Дероко
27. Фран М. Динчић
28. Дана Докић-Атанацковић
29. Радмила Ђорђевић
30. Олга Жежељ
31. Матија Зламалик
32. Клаудије Зорник
33. Љуба Ивановић
34. Јоза Јанда
35. Гордана Јовановић
36. Ђорђе Јовановић
37. Јелена Јовановић
38. Станоје А. Јовановић
39. Младен Јосић
40. Првослав Караматијевић
41. Милан Кечић
42. Радивоје Кнежевић
43. Бранко Крајиновић
44. Лиза Крижанић
45. Пјер Крижанић
46. Бранко Крстић
47. Милован Крстић
48. Енвер Крупић
49. Александар Кумрић
50. Милица Лозанић-Петровић
51. Петар Лубарда
52. Светолик Ђ. Лукић
53. Шана Лукић
54. Вера Матић-Јоцић
55. Милан Миловановић
56. Александар Милосављевић
57. Мило Милуновић
58. Живорад Михајловић
59. Љубиша Наумовић
60. Божидар Николић
61. Сава Николић
62. Божидар Обрадовић
63. Лепосава Ст. Павловић
64. Јефто Перић
65. Михаило Петров
66. Зора Петровић
67. Јелисавета Ч. Петровић
68. Миодраг Петровић
69. Славка Петровић-Средовић
70. Моша Пијаде
71. Мирко Почуча
72. Иван Радовић
73. Ђуро Радоњић
74. Милан Радоњић
75. Злата Ранковић
76. Душан Ристић
77. Здравко Секулић
78. Љубица Сокић
79. Мартин Соларжек
80. Бранко Станковић
81. Вељко Станојевић
82. Боривоје Стевановић
83. Едуард Степанчић
84. Ристо Стијовић
85. Сретен Стојановић
86. Живко Стојсављевић
87. Светислав Страла
88. Иван Табаковић
89. Михајило Томић
90. Стојан Трумић
91. Кирил Халачев
92. Сабахадин Хоџић
93. Антон Хутер
94. Милица Чађевић
95. Милан Четић
96. Вера Чохаџић